# 한응성 의병장 충의비
한응성 의병장 충의비(韓應聖 義兵將 忠義碑)는 대한민국 전라남도 순창군 인계면 노동리에 있는 충의비이다. 2019년 1월 30일 순창군의 향토문화유산(유형) 제1호로 지정되었다.

## 지정 사유
임진왜란 때 의병을 창의하여 제2차 금산성 전투에서 조헌(趙憲, 1544～1592)과  함께 왜군과 싸우다 장렬히 전사한 한응성(韓應聖, 1557～1592) 의병장을 이조참의(吏曹參議)로 추증하고, 정려를 하사한 충의비이다.
조선시대 순창의 유교 선비문화와 충절, 호국 정신을 구현하는 문화유산으로서 역사상, 학술상 가치가 입증된 자료로 판단된다.

## 같이 보기
- 제2차 금산성 전투
- 한응성